# Мілот Авділі
Мілот Авділі (алб. Milot Avdyli; нар. 28 липня 2002, Вуштррі, СР Югославія) — косовський футболіст, правий півзахисник полтавської «Ворскли».

## Клубна кар'єра

### Ранні роки
Народився в місті Вуштррі. Вихованець клубу «Курда», у футболці якого й розпочав дорослу футбольну кар'єру.
У середині січня 2020 року перебрався до «Трепчі'89». Дебютував за команду 28 червня 2020 року в переможному (4:2) виїзному поєдинку 27-го туру Суперліги Косова проти «Дреніци». Загалом у складі команди зіграв 4 матчі та відзначився 4-ма голами у вищому дивізіоні чемпіонату Косова.

### «Аарау»
На початку лютого 2021 року переїхав до швейцарського «Аарау». Дебютував за нову команду 23 квітня 2021 року в нічийному (3:3) виїзному поєдинку 31-го туру Челлендж-ліги проти «Вінтертура». Авділі вийшов на поле на 71-й хвилині замість Кевіна Спадануди. Першим голом за «Аарау» відзначився 8 квітня 2023 року на 24-й хвилині переможного (4:3) виїзного поєдинку 28-го туру Челлендж-ліги проти «Лозанни Уші». Мілот вийшов на поле в стартовому складі, на 56-й хвилині отримав жовту картку, а на 73-й хвилині отримав другу жовту картку й залишив поле. У команді відіграв 4 сезони, за цей час у другому дивізіоні чемпіонату Швейцарії зіграв 100 матчів (6 голів), ще 5 матчів (1 гол) зіграв у кубку Швейцарії.

### «Ворскла»
На початку січня 2025 року перейшов до «Ворскли». За даними інтернет-порталу Transfermarkt сума відступних склала 100 000 євро.

## Кар'єра в збірній
На міжнародному рівні дебютував за юнацьку збірну Косова (U-16) 21 листопада 2017 року в переможному (2:0) домашньому товариському поєдинку проти юнацької збірної Азербайджану (U-16). Мілот вийшов на поле в стартовому складі, а на 80-й хвилині його замінив Ветон Туша. Першим голом на міжнародному рівні відзначився 1 листопада 2018 року на 63-й хвилині переможного (1:0) для юнацької збірної Косова (U-17) домашнього (1:0) поєдинку кваліфікації юнацького чемпіонату Європи проти юнацької збірної Кіпру (U-17). Авділі вийшов на поле в стартовому складі та відіграв увесь матч. Загалом за юнацькі збірні Косова зіграв 10 матчів та відзначився 1-м голом.
За молодіжну збірну Косова дебютував 24 березня 2023 року в нічийному (0:0) домашнього товариського поєдинку проти молодіжної збірної Молдови. Мілот вийшов на поле в стартовому складі. Першим голом за косовську «молодіжку» 10 вересня 2024 року на 10-й хвилині переможного (1:0) домашнього поєдинку кваліфікації молодіжного чемпіонату Європи проти молодіжної збірної Ізраїлю. Авділі вийшов на поле в стартовому складі та відіграв увесь матч. У 2024 році призначений капітаном молодіжної збірної.